# Green Light
Green Light je píseň britské grime skupiny Roll Deep. Píseň pochází z jeho pátého studiového alba Winner Stays On. Píseň dobyla vrchol britské singlové hitparády.

## Hitparáda
| Země           | Umístění |
| -------------- | -------- |
| Velká Británie | 1        |
| Irsko          | 18       |
| Česko          | 52       |

| "Club Can't Handle Me" od Flo Rida featuring David Guetta | Anglické #1 hity 22. srpna~28. srpna 2010 | "Dynamite" od Taio Cruz |